# Cournot-modellen
Cournot-modellen är en nationalekonomisk modell som beskriver aktörer som konkurrerar genom utbjuden kvantitet. Den är namngiven efter Antoine Augustin Cournot.